# Alosterna pauli
Alosterna pauli là một loài bọ cánh cứng trong họ Cerambycidae.